# Ландштейн
Ландштейн (чеш. Landštejn) — один из средневековых замков Чехии, расположенный в округе Йиндржихув-Градец в Южночешском крае. Замок был основан в первой половине XIII века в романском стиле и в дальнейшем был расширен в готическом и ренессансном стилях. Замок был разрушен в 1771 году.

## История замка

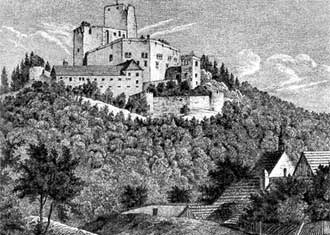
Вид на замок. Гравюра 1847 года.

До 1222 года территория замка входила в состав Моравского маркграфства, однако после смерти маркграфа Владислава Йиндржиха этот район перешёл под власть короля Пршемысла Отакара I. Пршемысл Отакар заложил здесь замок, служивший в качестве пограничного форпоста на моравско-австрийской границе. Первым владельцем замка стал Гартлиеб из Гирсхберка, служивший Пршемысловичам в 1222—1236 годах. После 1259 года замок стал собственностью Витковичей, ломницко-тршебоницкая ветвь которых получила по имени замка название панов из Ландштейна.
При Ландштейнах замок занимал важное стратегическое положение, поскольку контролировал торговый маршрут из Италии и Австрии в глубь Чехии и далее в Польшу. Это выгодное положение замка стала причиной того, что Ландштейн в XIV веке стал яблоком раздора для Вилема I из Ландштейна (ум. 1356) и его родственника Йиндржиха II из Градца (ум. 1363), который в итоге добился того, что этот прибыльный торговый путь стал проходить через Йиндржихув-Градец, а не через Ландштейн. Как и следовало ожидать, это повлекло за собой существенные финансовые потери для владельцев замка.
После смерти Вилема I из Ландштейна в 1356 году замок Ландштейн перешёл в собственность короля, а затем в 1381 году был вместе с окрестными владениями пожалован дворянскому роду Крайирж из Крайка. В период их владения замком Ландштейн был существенно перестроен и расширен в ренессансном стиле. Были воздвигнуты мощные укрепления, широкий двор и ренессансный дворец.
В 1579 году замок был продан австрийскому барону Стефану фон Эйнцинку, у которого уже через 20 лет замок купил йиглавский горожанин Давид Ноймайер, у которого, в свою очередь, замок был конфискован после Битвы на Белой Горе (1620 год). На протяжении XVII века замок пять раз менял владельца. В 1685 году замок перешёл в собственность рода Господ из Гербстейна.
В 1771 году в результате большого пожара замок полностью выгорел и после этого больше не восстанавливался. Полнейшему разрушению замка посодействовали местные жители, использовавшие камни из развалин замка для строительства своих домов. В 1945 году развалины замка были конфискованы и перешли в собственность государства.
В настоящее время замок Ландштейн является седьмым по посещаемости замком в Южночешском крае — в 2011 году замок посетили более 42 тысяч человек.

### Владельцы замка
- Господа из Гирсхберка (чеш. páni z Hirschberka) (XIII века — 1259)
  - Гартлиеб из Гирсхберка (1222—1236)
  - Ольдржих из Ландштейна (до 1256 — 1259)
- Ландштейны (чеш. páni z Landštejna) (1259—1356)
  - Сезима I из Ландштейна (1259 — ок. 1293)
  - Вилем I из Ландштейна (ум. 1356)
- Крайиржи из Крайка (чеш. Krajířové z Krajku) (1381—1579)
  - Конрад Крайирж из Крайка (1381—?)
- Стефан фон Эйнцинк (нем. Stephan von Eyczing, чеш. Štěpán z Eincinku) (1579—1599)
- Давид Ноймайер (1599—1620)
- Могровы из Лихтенега (чеш. Mohrovi z Lichtenegga) (1623—1639)
- Й. Кгуен из Беласи и Лихтенега (чеш. J.Khuen z Belasy a Lichtenegga) (1639—1668)
- Чернины из Худениц (чеш. Černínové z Chudenic) (1668—1685)
- Господа из Гербстейна (чеш. páni z Herbsteina) (1685—1846)
- Стернбахи (чеш. Sternbachové) (1846—1945)

## Галерея

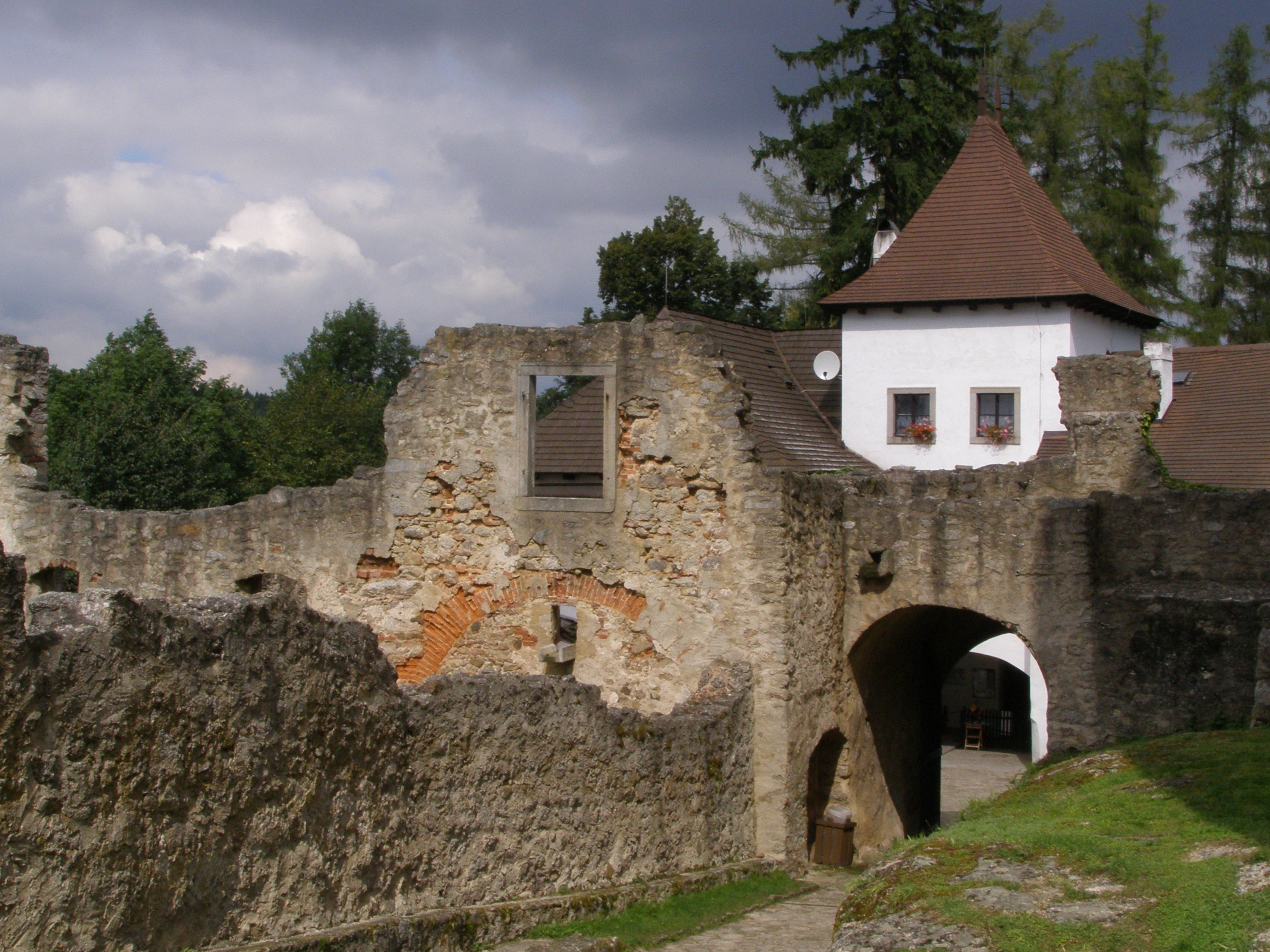
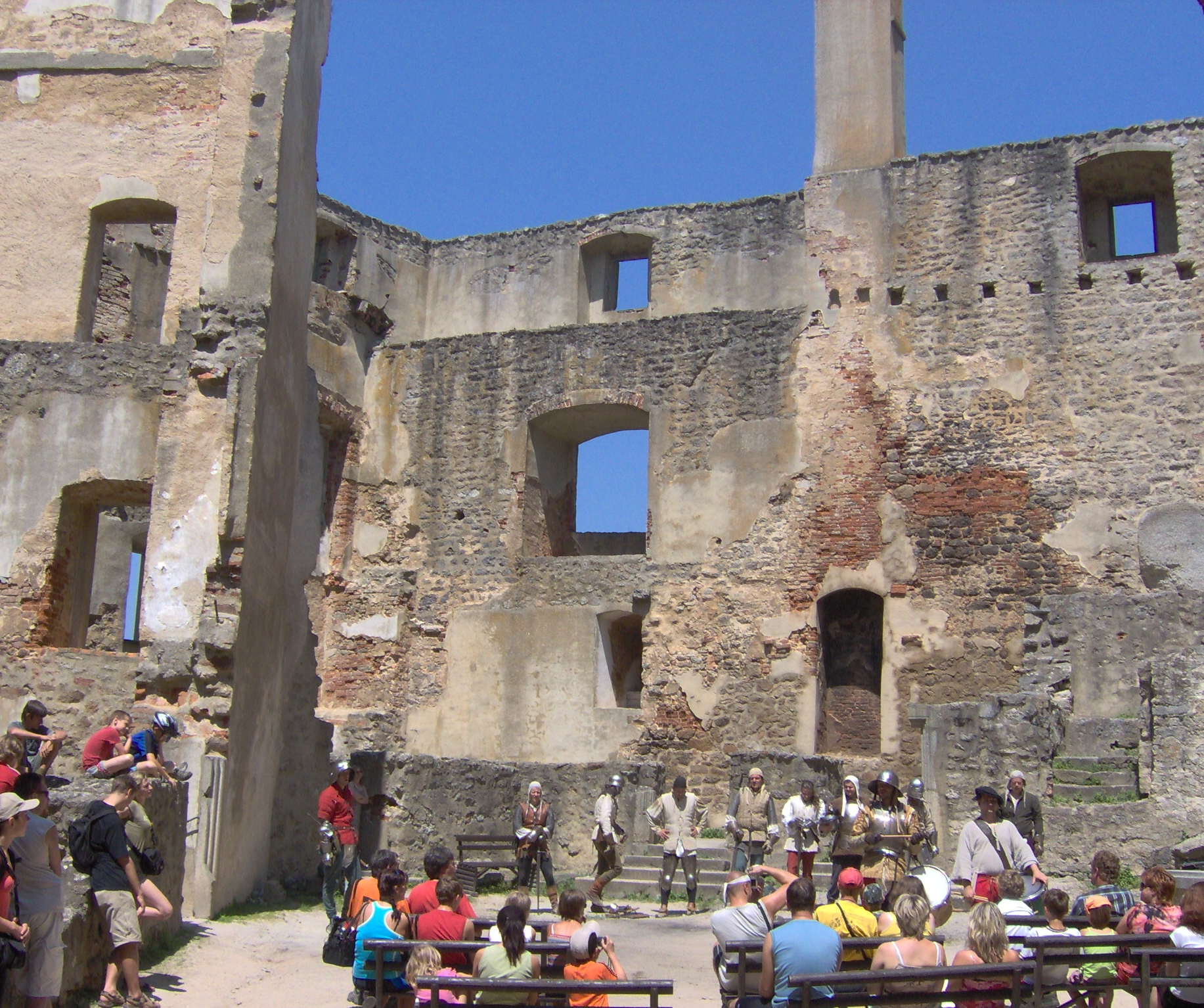
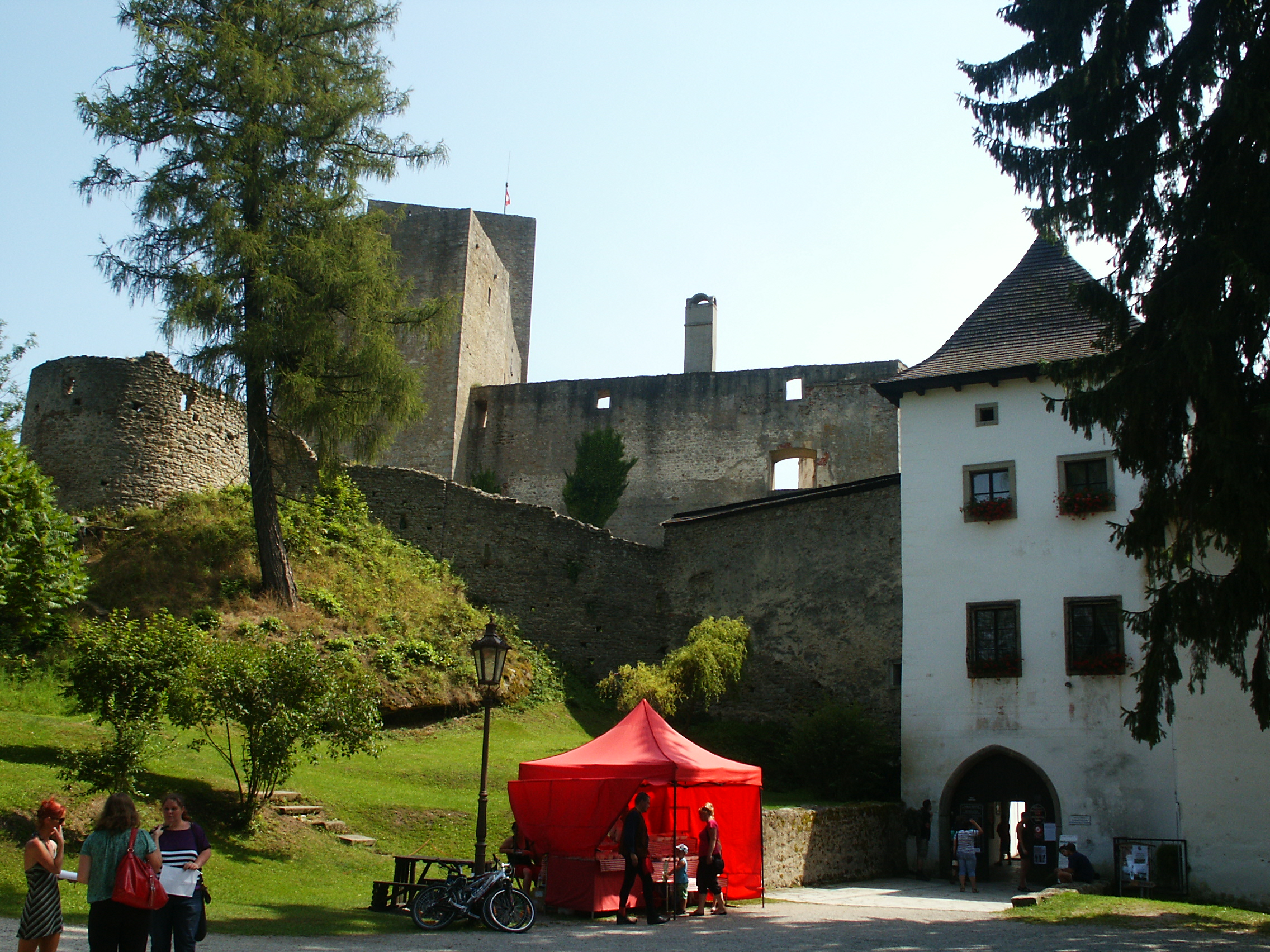
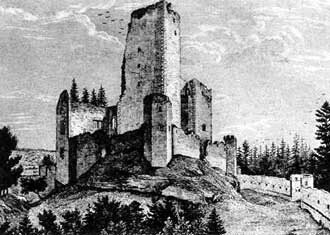
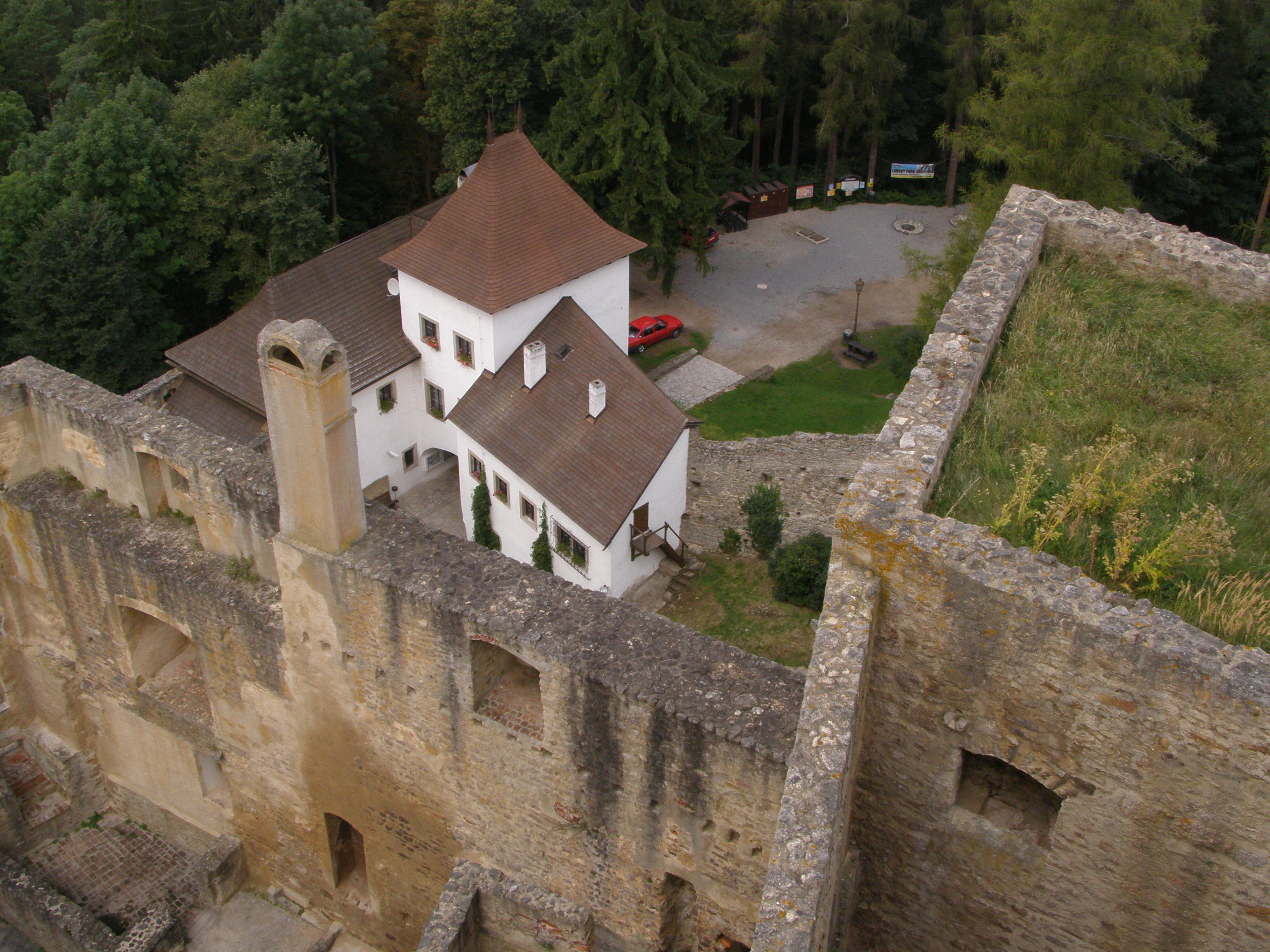
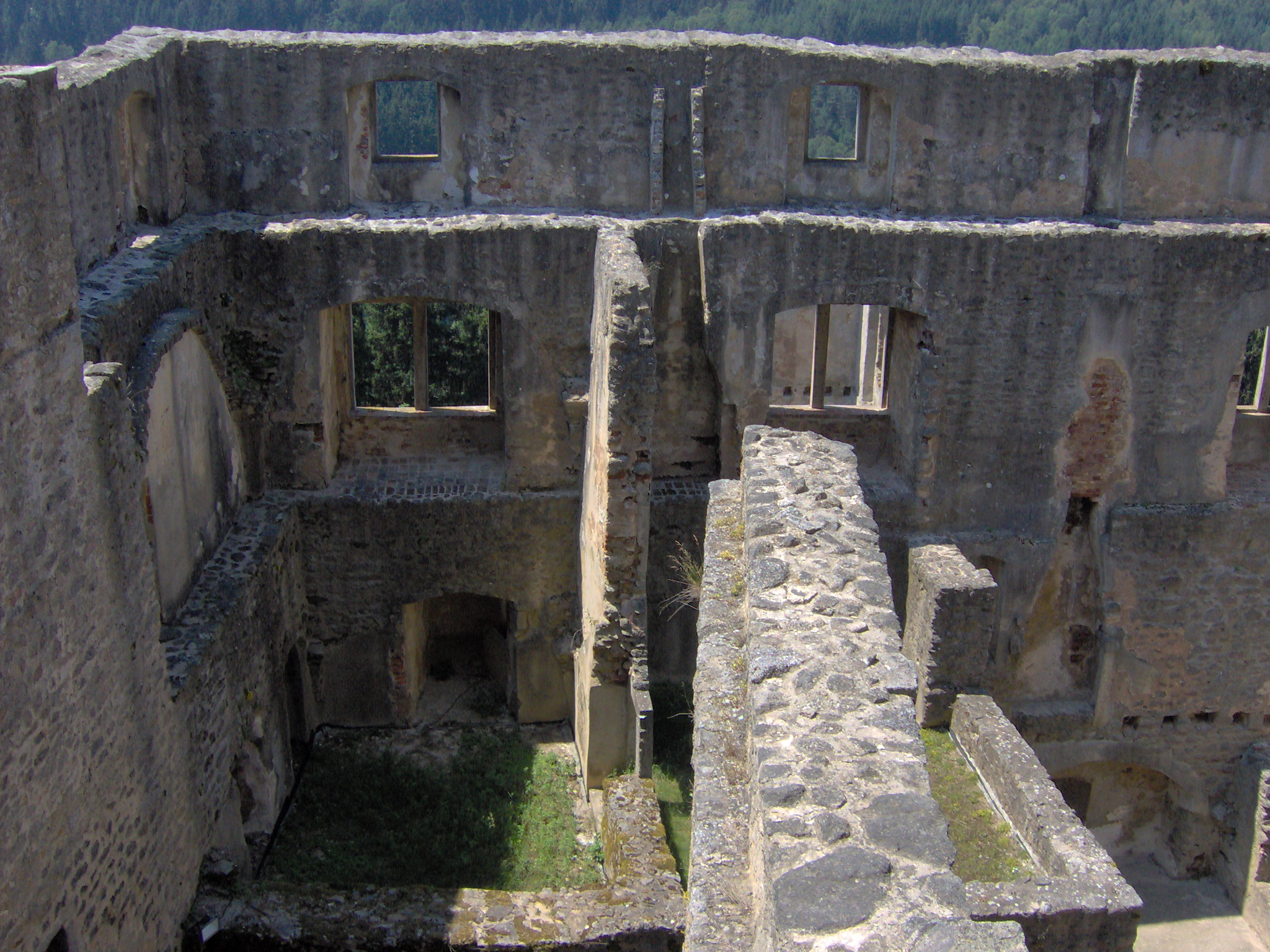
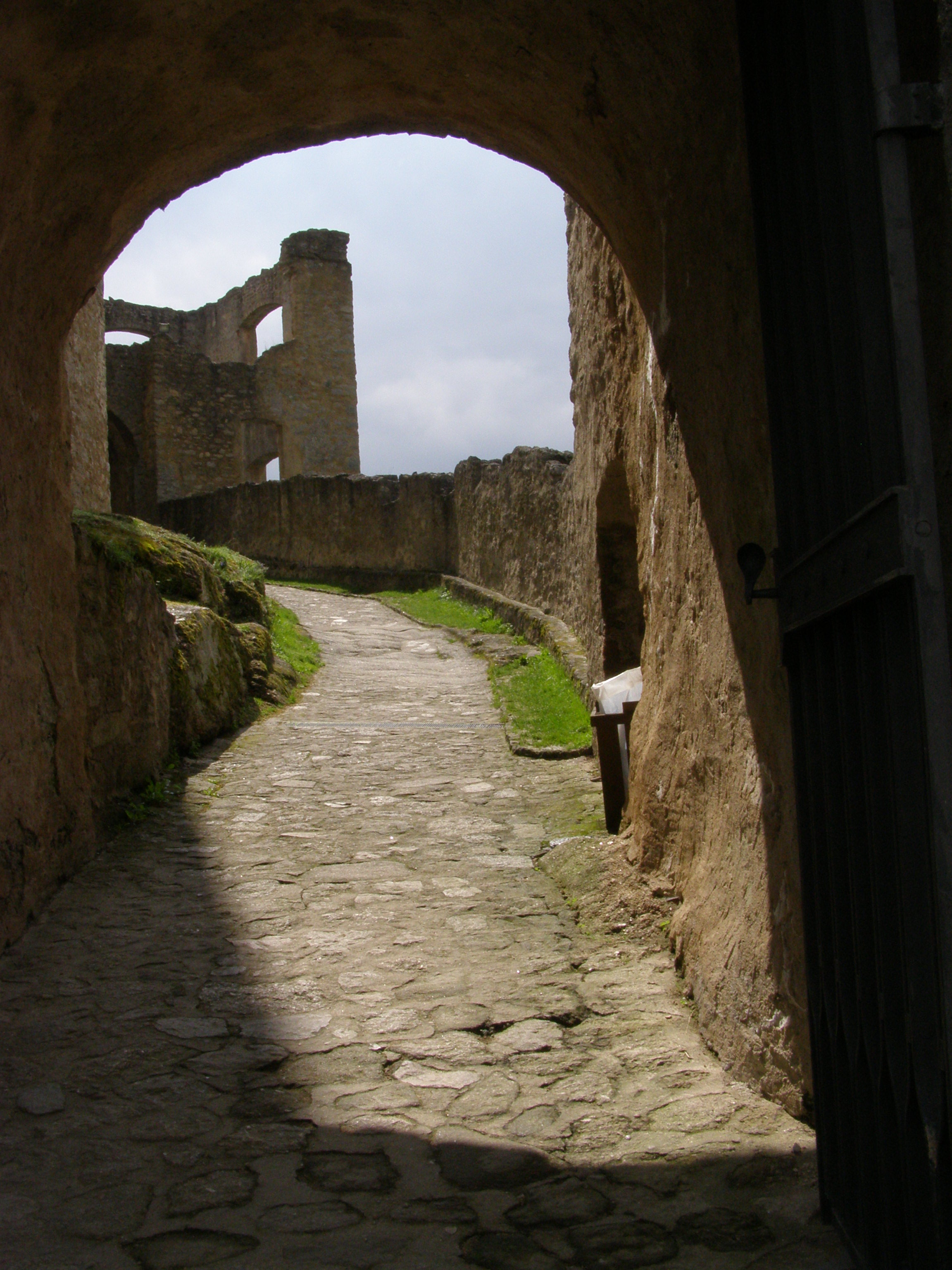